# Hippoporella rimata
Hippoporella rimata är en mossdjursart som beskrevs av Osburn 1952. Hippoporella rimata ingår i släktet Hippoporella och familjen Hippoporidridae. Inga underarter finns listade i Catalogue of Life.